# Dzevegijn Ojdov
Dzevegijn Ojdov, född 25 maj 1949 i Charchorin sum i Övörchangaj-provinsen, är en mongolisk brottare som tog OS-silver i fjäderviktsbrottning i fristilsklassen 1976 i Montréal. 